# Calacadia chilensis
Calacadia chilensis är en spindelart som beskrevs av Harriet Exline 1960. Calacadia chilensis ingår i släktet Calacadia och familjen Amphinectidae. Inga underarter finns listade.